# Passiflora acuminata
Passiflora acuminata är en passionsblomsväxtart som beskrevs av Dc.. Passiflora acuminata ingår i släktet passionsblommor, och familjen passionsblomsväxter. Inga underarter finns listade i Catalogue of Life.

## Bildgalleri

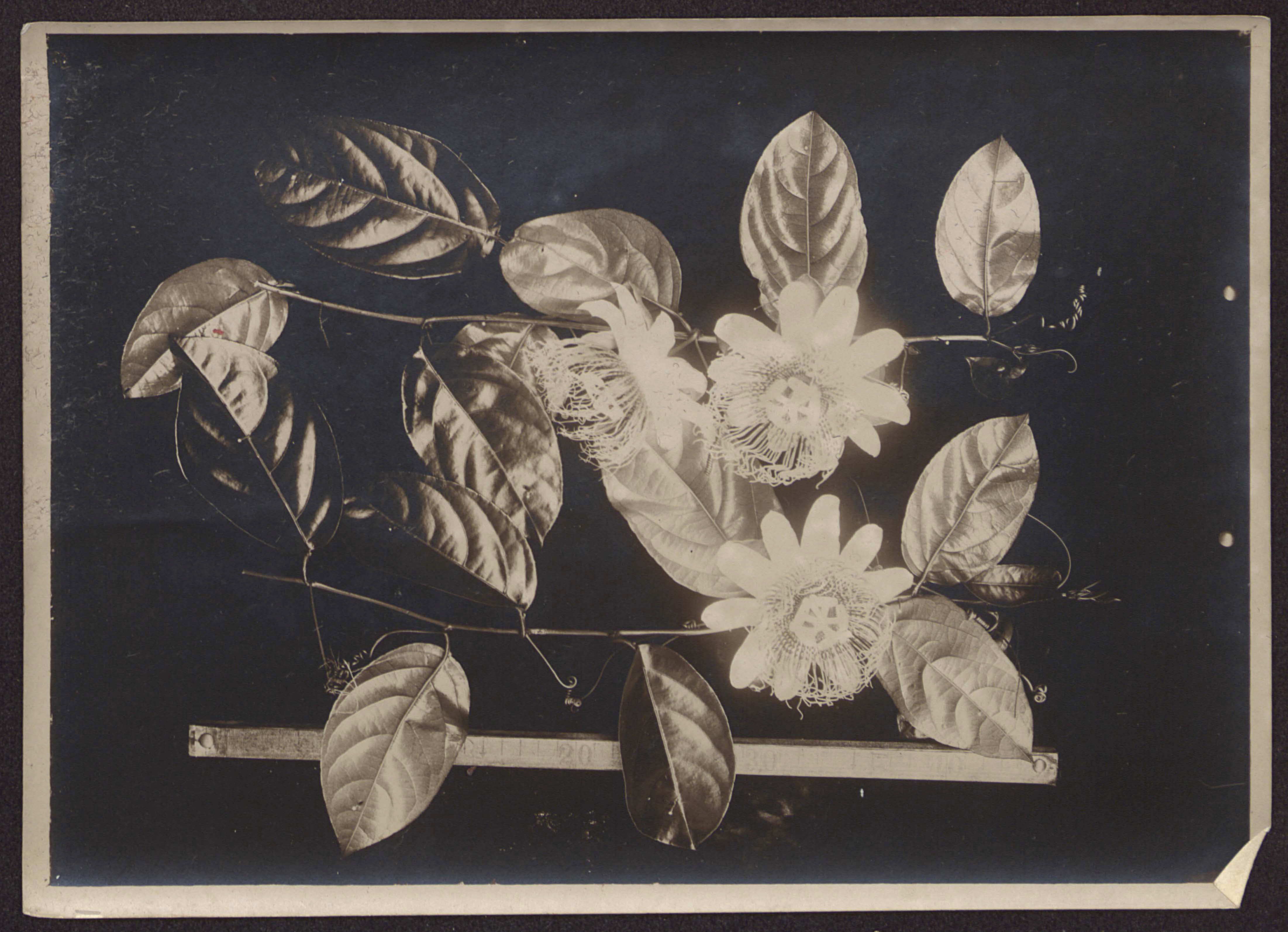